# Olivier de Serres
Olivier de Serres (1539 Villeneuve-de-Berg — 2. července 1619 Mirabel) byl francouzský spisovatel a agronom. V roce 1600 vydal knihu Théâtre d'Agriculture, která stála u zrodu moderní vědy o zemědělství a inspirovala fyziokratismus.
Narodil se v protestantské rodině drobných vesnických šlechticů, jeho bratr Jean de Serres byl historik, pastor a rádce krále Jindřicha IV. Olivier se staral o zahradu rodinného sídla Château du Pradel, spolupracoval také s královským zahradníkem Claudem Molletem. Zkoumal složení půdy, propagoval osevní postup, radil také vinařům, aby pěstovali více odrůd a pojistili se tak pro případ, že některou odrůdu stihne neúroda. Zasloužil se o rozšíření nových plodin, jako kukuřice setá, rýže setá, chmel otáčivý a mořena barvířská, zavedl ve Francii chov bource morušového. Jako první získal cukr z cukrové řepy, jeho objev se však dočkal praktického využití až po dvou stoletích.
Je po něm pojmenována Rue Olivier de Serres v 15. pařížském obvodu. Sídlí v ní škola uměleckých řemesel École nationale supérieure des arts appliqués et des métiers d'art, které se zkráceně říká také Olivier de Serres. Jmenuje se po něm rovněž odrůda hrušek, v rodném Villeneuve-de-Berg mu byl roku 1804 odhalen pomník.